# Phyllopodopsyllus paraxenus
Phyllopodopsyllus paraxenus är en kräftdjursart som beskrevs av Coull 1970. Phyllopodopsyllus paraxenus ingår i släktet Phyllopodopsyllus och familjen Tetragonicipitidae. Inga underarter finns listade i Catalogue of Life.